# Nephtys (genre)
Pour les articles homonymes, voir Nephtys (homonymie).
Genre
Nephtys est un genre de vers annélides polychètes marins de la famille des Nephtyidae.

## Liste d'espèces
Selon ITIS :
- Nephtys assignis
- Nephtys assimilis
- Nephtys brachycephala
- Nephtys bucera Ehlers
- Nephtys caeca (Fabricius)
- Nephtys caecoides
- Nephtys californiensis
- Nephtys ciliata
- Nephtys circinata Verrill
- Nephtys cirrosa
- Nephtys cornuta
- Nephtys discors
- Nephtys erectens
- Nephtys ferruginea
- Nephtys glabra
- Nephtys hombergii - Gravette blanche
- Nephtys hystricis
- Nephtys incisa Malmgren
- Nephtys inermis Ehlers
- Nephtys kersivalensis Mcintosh, 1908
- Nephtys longosetosa
- Nephtys magellanica Augener
- Nephtys paradoxa
- Nephtys parva
- Nephtys pente Rainier, 1984
- Nephtys picta Ehlers
- Nephtys pulchra Rainier, 1991
- Nephtys punctata
- Nephtys rickettsi
- Nephtys schmitti
- Nephtys simoni
- Nephtys squamosa Ehlers
- Nephtys verrilli Mcintosh